# Rubia crassipes
Rubia crassipes är en måreväxtart som beskrevs av Collett och William Botting Hemsley. Rubia crassipes ingår i släktet krappar, och familjen måreväxter. Inga underarter finns listade i Catalogue of Life.